# مجلس شورى المجاهدين في مصر
مجلس شورى للمجاهدين في مصر من التنظيمات الجهادية، ويتمركز ما يقرب من 500 عنصر من هذا التنظيم داخل سيناء، و1500 عنصر في غزة ويضم عددا من التنظيمات الإسلامية، بحيث يمثل كل تنظيم بأمير داخل المجلس، بهدف توحيد المجاهدين من ناحية والتنسيق عسكرياً في «العمليات» وترتيب الأولويات من ناحية أخرى، مع الوضع في الحسبان أنّ بعض هذه التيارات يكفّر بعضها بعضاً، لكنها حاولت أنّ تجتمع على فكرة واحدة لوجود عدو واحد في مواجهتها. بداية نشأته بعد ثورة يناير 2011، عندما أتيحت له مساحة أكبر من الحرية والعمل ورفع الضغط الأمنى عنه، وتلاشى تماماً مع وجود جماعة الإخوان في الحكم، فقرر أمراء التيارات الجهادية أو ما يمكن أنّ نطلق عليهم «خلايا التنظيمات الصغيرة» إنشاء كيان واحد للتنسيق في العمل العسكرى، رغم أنّ هذه الجماعات الصغيرة أو الخلايا بالمفهوم الأمنى غير متحدة فكرياً، فكل منها له منطلقه، لكنهم اتفقوا جميعاً على الحرب.
البداية كانت مع جماعة أنصار الجهاد، التي نشأت على يد الدكتور خالد مساعد في التسعينيات، وكان يعمل طبيباً للأسنان، وقتل في مواجهات مع أجهزة الأمن، ونفذت هذه الجماعة العديد من العمليات العسكرية، بدءًا من تفجيرات طابا وشرم الشيخ ودهب في بداية الألفية الثالثة، وانتهاءً بتفجير أنابيب الغاز قرابة 14 مرة، وكان ذلك بعد ثورة 25 يناير 2011. مرت هذه الجماعة بأطوار مختلفة إزاء التسمية: الطور الأول في تحولها في المسمى اللفظى، التكفير والجهاد، فأنصارها يكفرون أغلب ضباط الجيش والشرطة ولا يعذرون بالجهل، ويؤمنون بجاهلية المجتمع، فضلاً عن تكفير حكامه، وربما يكون ذلك السبب المباشر وراء وجودهم في الجبال، حيث اعتزلوا حياة «الكفار». الطور الثاني للجماعة كان بالعدول عن تسميتها «التكفير والجهاد»، إلى تسمية أخرى «التوحيد والجهاد»، خاصة أنهم واجهوا نفوراً بسبب تسمية «التكفير والجهاد»، فغيروا لفظة «التكفير»، رغم إيمانهم بها، مع العلم بأنهم تخلوا عن تسميتهم الأولى وهي «أنصار الجهاد» في بدايات النشأة. انضمت الجماعة تحت لواء أكبر يسمى «مجلس شورى المجاهدين»، مركزه الأساسى سيناء. وسبق أن أعلنت مسئوليتها عن إطلاق صاروخين جراد على مدينة إيلات بإسرائيل، وأنها تمتلك أسلحة ثقيلة. كما سبق أن تبنت العملية التي استهدفت دورية تابعة للجيش الإسرائيلي داخل الحدود الإسرائيلية في 18 يونيو 2013 عبر شابين مصري وسعودي، وتحدّث منفذا العملية وكادرا هذه الجماعة عن تفاصيل العملية في مقطع فيديو تم نشره عبر موقع يوتيوب، وتناقلته المواقع الجهادية المصرية والفلسطينية على نطاق واسع بمجرد نشره في 19 يونيو، بعد يوم واحد من تنفيذ العملية، كما تبنت الجماعة نفسها التفجير الأخير لخط الغاز قرب مدينة العريش.

## أنظر أيصًا
- الإرهاب في سيناء
- الإرهاب في مصر
- أنصار بيت المقدس
- أجناد مصر